# Iłłarion Kaufman
Iłłarion Ignatjewicz Kaufman (ros. Илларио́н Игна́тьевич Ка́уфман, 1847–1915) – rosyjski ekonomista. W latach 1864–1869 studiował na Wydziale Prawa Uniwersytetu Charkowskiego. W maju 1872 roku opublikował recenzję naukową pierwszego tomu Kapitału Karola Marksa, w której, zdaniem Marksa, trafnie przedstawił jego metodę dialektyczną.

## Prace
- Prace w rosyjskiej wersji Wikiźródeł (ros.)